# Вевюрув (гміна Льґота-Велька)
Вевюрув (пол. Wiewiórów) — село в Польщі, у гміні Льґота-Велька Радомщанського повіту Лодзинського воєводства.
Населення — 430 осіб (2011).
У 1975-1998 роках село належало до Пйотрковського воєводства.

## Демографія
Демографічна структура станом на 31 березня 2011 року:
|          | Загалом | Допрацездатний вік | Працездатний вік | Постпрацездатний вік |
| -------- | ------- | ------------------ | ---------------- | -------------------- |
| Чоловіки | 208     | 48                 | 139              | 21                   |
| Жінки    | 222     | 51                 | 125              | 46                   |
| Разом    | 430     | 99                 | 264              | 67                   |